# Crêtes de Teghime-Poggio d'Oletta
Crêtes de Teghime-Poggio d'Oletta este o arie protejată (sit de importanță comunitară — SCI) din Franța întinsă pe o suprafață de 258 ha, integral pe uscat.

## Localizare
Centrul sitului Crêtes de Teghime-Poggio d'Oletta este situat la coordonatele 42°37′01″N 9°23′01″E / 42.61694°N 9.38361°E.

## Înființare
Situl Crêtes de Teghime-Poggio d'Oletta a fost declarat arie specială de conservare în baza directivei 92/43 din 1992 referitoare la conservarea habitatelor naturale și a faunei și florei sălbatice pentru a proteja 5 specii de animale.

## Biodiversitate
Situată în ecoregiunea mediteraneană, aria protejată conține 4 habitate naturale: Iazuri temporare mediteraneene, Pseudostepă cu ierburi și specii anuale de Thero-Brachypodietea, Grohotișuri termofile și vest-mediteraneene, Pante stâncoase silicioase cu vegetație casmofită.
La baza desemnării sitului se află mai multe specii protejate:
- amfibieni (1): Discoglossus sardus
- mamifere (3): liliac cu aripi lungi (Miniopterus schreibersii), liliac cu picioare lungi (Myotis capaccinii), liliacul mediteranean cu potcoavă (Rhinolophus euryale)
- nevertebrate (1): Papilio hospiton

Pe lângă speciile protejate, pe teritoriul sitului au mai fost identificate 6 specii de plante, 2 specii de amfibieni, 2 specii de reptile.